# Faustino Rupérez
Rupérez  Rincón est un nom espagnol. Le premier nom de famille, en général paternel, est Rupérez ; le second, en général maternel, souvent omis, est Rincón.
Faustino Rupérez Rincón (né le 29 juillet 1956 à Piqueras) est un coureur cycliste espagnol. Professionnel de 1979 à 1985, il a notamment remporté le Tour d'Espagne en 1980.

## Palmarès

### Palmarès amateur
- 1977
  -  Champion d'Espagne sur route amateurs
  - Cinturón a Mallorca :
    - Classement général
    - 2e et 4e étapes

  - Tour de Lleida
- 1978
  -  Champion d'Espagne du contre-la-montre par équipes

### Palmarès professionnel
- 1979
  -  Champion d'Espagne sur route
  - 5e étape de la Costa del Azahar
  - 5eb étape du Tour d'Aragon
  - Prueba Villafranca de Ordizia
  - 2e de la Semaine catalane
  - 3e du Grand Prix de Navarre
  - 4e du Tour d'Espagne
- 1980
  - Tour d'Espagne :
    -  Classement général
    - 5e et 7e étapes

  - Tour des Asturies :
    - Classement général
    - 2e étape
- 1981
  - Classement général du Tour de Catalogne
  - 3e étape du Tour de Cantabrie
  - Tour de Burgos :
    - Classement général
    - 2e étape

  - Six Jours de Madrid (avec Donald Allan)
  - 3e de la Classique de Saint-Sébastien
  - 8e du Tour d'Espagne
- 1982
  - Prologue du Tour des Trois Provinces (contre-la-montre par équipes)
  - GP Pascuas
  - 5e étape du Tour des Asturies
  - Prueba Villafranca de Ordizia
  - 4ea étape du Tour de Burgos
  - Tour du Piémont
  - 2e du Tour des Trois Provinces
  - 2e de la Subida a Arrate
  - 2e du Tour des Asturies
  - 4e du Tour d'Espagne
  - 10e du Tour d'Italie
- 1983
  - 2e étape du Tour des Asturies
  - 2e de la Semaine catalane
  - 2e de la Subida a Arrate
  - 2e de la Clásica de Sabiñánigo
  - 2e du Tour de Catalogne
  - 3e du Tour des Asturies
  - 4e du championnat du monde sur route
  - 7e du Tour d'Italie
  - 10e du Tour d'Espagne
- 1984
  - Classement général du Tour des Asturies
  - 4e étape du Tour de La Rioja
  - 2e du Tour du Pays basque
  - 2e du Tour de Burgos
- 1985
  - 2e du Trophée Luis Puig

### Résultats sur les grands tours

#### Tour de France
1 participation
- 1985 : 39e

#### Tour d'Italie
5 participations
- 1980 : 11e
- 1981 : abandon (19e étape)
- 1982 : 10e
- 1983 : 7e
- 1984 : 13e

#### Tour d'Espagne
7 participations
- 1979 : 4e
- 1980 :  Vainqueur du classement général, vainqueur des 5e et 7e étapes,  maillot amarillo pendant 15 jours (dont 2 demi-étapes)
- 1981 : 8e
- 1982 : 4e
- 1983 : 10e
- 1984 : 21e
- 1985 : 19e